# Porterandia beamanii
Porterandia beamanii är en måreväxtart som beskrevs av Zahid. Porterandia beamanii ingår i släktet Porterandia och familjen måreväxter. Inga underarter finns listade i Catalogue of Life.